# مجموعة ماليندي
مجموعة ماليندي (بالإنجليزية: Malindi cult)‏، (وكانت سابقًا تُسمى الوزارات الخادمة Servant PN Mackenzie Ministries)، أو الوزارات الدولية للأخبار السارة (Good News International Ministries GNIM)، هي مجموعة إنجيلية مسيحية مقرها في ماليندي في كينيا، أسسها بول نثينجي ماكنزي وزوجته عام 2003. جذبت المجموعة الاهتمام الدولي في أبريل 2023، عندما جرى الكشف عن أن ماكنزي أمر أعضاء المجموعة بتجويع أنفسهم بشكل جماعي من أجل "مقابلة يسوع". وفقًا لموقع المجموعة على الإنترنت وتقارير وسائل الإعلام الإخبارية، يزعمون أنهم من أتباع رسالة نهاية الزمان لويليام برانهام.
بعد تأسيس مجموعة GNIM في عام 2003، جمع ماكنزي عددًا كبيرًا من المتابعين لفكرته، ويرجع ذلك إلى حد كبير إلى إقناع أتباعه بنجاح أنه يمكنه التحدث مباشرة إلى الرب. المجموعة معادية للغرب بشدة، وترفض وسائل الراحة مثل الرعاية الصحية والتعليم والرياضة باعتبارها "شرور الحياة الغربية"، ويُدين ماكنزي الولايات المتحدة والأمم المتحدة والكنيسة الكاثوليكية باعتبارها "أدوات الشيطان". وتُكرس المجموعة أيضًا الكثير من تعاليمها لعِلم الآخرات.
منذ أواخر عام 2010، بدأت كنيسة ماكنزي تتلقى موجة متجددة من التدقيق فيما يتعلق بالممارسات الداخلية للمنظمة. وفي عام 2017، واجه ماكنزي وزوجته عدة تهم تتعلق بالكنيسة. وقد جرى تنبيهه بعد تحريضه الطلاب على ترك تعليمهم ووصفه للتعليم بأنه "فاجر"، بالإضافة إلى التطرف وحرمان الأطفال المذكورين من الرعاية الطبية بعد ذلك؛ وقد مات العديد من الأطفال نتيجة لذلك، وفي عام 2017، أنقذت السلطات الحكومية 93 طفلاً من كنيسته. وبعد إلقاء القبض عليه مرة أخرى في عام 2019، غادر ماليندي وتوجه إلى غابة شاكهولا. في أبريل عام 2023، أي بعد إلقاء القبض عليه مرة أخرى في الشهر السابق فيما يتعلق بوفاة العديد من الأطفال، قُبض عليه مرة أخرى لتحريضه أتباعه على تجويع أنفسهم من أجل "مقابلة يسوع"، مما أدى إلى وفاة 89 شخصًا على الأقل.

## التاريخ
تأسست مجموعة The Good News International Ministries في كينيا عام 2003، على يد بول نثينجي ماكنزي وزوجته جويس مويكامبا، كمركز إنجيلي صغير. قبل تأسيس المجموعة، عمل ماكنزي كسائق تاكسي في نيروبي من عام 1997 إلى عام 2003، حيث وُجه الاتهام إليه أربع مرات بسبب خُطبه، ولكن تمت تبرئته بسبب نقص الأدلة. عندما بدأت كنيسته في الازدهار، انتقل الزوجان إلى قرية ميغينغو في ماليندي. كان ماكنزي قادرًا على جمع أتباع كبيرة للعبادة، حيث كان له القدرة إلى حد كبير لإقناع رعيته بأنه يمكنه التواصل مع الرب شخصيًا.
في عام 2016، وفقًا لتقارير غير مؤكدة، باع أحد أعضاء المجموعة ممتلكاته في جزيرة لامو إلى ماكنزي مقابل 20 مليون شيلينغ كيني. ويُزعم أنه استخدم هذه الأموال لشراء ممتلكات في مدينتي مومباسا وماليندي، وسيارتين، ولتمويل محطة تلفزيونية لبث رسالته. أقنعت تلك الخطوة العديد من الأعضاء الآخرين بحذوهم، وبيع ممتلكاتهم وإعطاء المال للكنيسة.
في عام 2017، اتُهم ماكنزي ومويكامبا بتشجيع التطرف، فضلاً عن حرمان الأطفال من الحصول على خدمات الصحة والتعليم وإدارة مدرسة ومحطة تلفزيونية غير مصرح بها ؛ وقد جرى إغلاق محطة التلفزيون في العام التالي. في عام 2018، تعرض لانتقادات من قبل قادة المجتمع بما في ذلك نائبة ماليندي آنذاك، عائشة جموا ونشطاء آخرون لتحريضه الأطفال على ترك المدرسة في كثير من الأحيان دون موافقة الوالدين. ولكن أُفرج عنه بعد أن ثبتت براءته بعد التحقيق. يُتهم ماكنزي بنشر التطرف بين الأطفال من خلال تشجيعهم على ترك المدرسة ورفض العلاج الطبي. وقد مات العديد من الأطفال نتيجة لذلك، وفي عام 2017، أنقذت السلطات الحكومية 93 طفلاً من كنيسة ماكنزي.
في عام 2019، قُبض على ماكنزي بتهمة تحريض الجمهور على التسجيل لـ Huduma Namba من خلال تشبيهه برقم الوحش. ولكن أُطلق سراحه بعدها. كما اتُهم بغسل دماغ أطفال واختطافهم للانضمام إلى طائفته. وبعد هذا الحادث، أغلق كنيسته في ميغينغو وانتقل إلى بلدية نائية في شاكهولا Shakahola.

## تعاليم طائفته
وفقًا لموقع المجموعة على الإنترنت وتقارير وسائل الإعلام الإخبارية، يزعمون أنهم من أتباع رسالة نهاية الزمان لويليام برانهام. كشف المحققون عن كتيبات تعاليم برانهام في البلدية جرى تصويرها في بث إخباري. تحتوي قناة Mackenzie على يوتيوب على مقاطع فيديو تروج لتعاليم Serpent Seed.
وُصفت تعاليم بول ماكنزي بأنها ركزت كثيرًا على تعاليم الآخرات ويوم القيامة وأنها معادية للغرب. ينتقد ماكنزي "شرور الحياة الغربية" التي تشمل الخدمات الطبية والتعليم والطعام والرياضة والموسيقى ويزعم "عدم جدوى الحياة". وفي أغنية بعنوان "عدو المسيح" ندد بالكنيسة الكاثوليكية والولايات المتحدة والأمم المتحدة باعتبارها أدوات للشيطان.

## حادثة المجاعة الجماعية
في أوائل أبريل 2023، اتصل زوج بالشرطة بعد أن غادرت زوجته وابنته نيروبي للانضمام إلى بلدية ماكنزي النائية في مقاطعة كيليفي، ولم يعودا. عندما دخلت الشرطة المجتمع للتحقيق، اكتشفوا أشخاصًا في حالة هزال، واكتشفوا مقابر سطحية، فأنقذت الشرطة 15 فردا من المجموعة. وذكر هؤلاء الأشخاص أنهم قد أُمروا بتجويع أنفسهم حتى الموت "لمقابلة يسوع". وكان 15 منهم في حالة سيئة. وتوفي أربعة قبل أن يصلوا إلى المستشفى.
خلال الأسابيع الثلاثة التالية، فتشت الشرطة المكان الذي تبلغ مساحته 800 فدان، ووجدت المزيد من القبور السطحية، وناجين آخرين كانوا يتضورون جوعاً حتى الموت. كانت الجثث الأولى التي جرى انتشالها من القبور معظمها من الأطفال. وتعتقد الشرطة أن أحد القبور يحتوي على جثث خمسة أفراد من عائلة واحدة - ثلاثة أطفال ووالديهم. واكتشفت السلطات أيضًا عددًا من الأفراد في حالة هزال شديد، من بينهم شخص دُفن حياً لمدة ثلاثة أيام، ثم نُقل لاحقًا إلى المستشفى لتلقي العلاج. بدأت السلطات المحلية في طلب المساعدة من ولاية قضائية أخرى للمساعدة في الجهود المبذولة في المكان. اعتقدت السلطات أن عددًا غير معروف من الأشخاص المفقودين ما زالوا يختبئون في الغابة ويتهربون من السلطات بينما يواصلون امتناعهم عن الطعام والشراب. أفادت السلطات أن أعضاء المجموعة كانوا يحاولون بنشاط إعاقة جهودهم للعثور على ناجين.
أُبلغ عن 89 حالة وفاة حتى 25 أبريل 2023، بما في ذلك ثمانية جرى إنقاذهم لكنهم ماتوا لاحقًا. وأفاد الصليب الأحمر الكيني في 25 أبريل أن أكثر من 200 شخص في عداد المفقودين. وجرى إنقاذ 34 شخص في حالة شديدة من الهزال.
ألقت السلطات القبض على ماكنزي وأربعة عشر آخرين من أعضاء الطائفة وهم محتجزون لدى الشرطة.

### ردود الفعل
قال رئيس كينيا وليام روتو إن "تعاليم ماكنزي تتعارض مع أي دين أصيل". وأضاف: «"السيد ماكنزي.. يتظاهر بأنه قس بينما هو في الحقيقة مجرم بشع"».
وقال وزير الداخلية الكينية كيثوري كينديكي: "هذه الحادثة المروعة يجب ألا تؤدي فقط إلى أقصى درجات العقوبة لمرتكب (مرتكبي) الفظائع التي تعرض لها العديد من الأرواح البريئة، ولكن إلى تشديد القواعد (بما في ذلك القواعد الذاتية) لكل كنيسة أو مسجد أو معبد أو كنيس يهودي من الآن فصاعدًا".
بينما قال ماسيمو إنتروفيني من مركز دراسات الأديان الجديدة: "قد يكون ماكنزي مذنبا بالقتل غير العمد أو القتل عن طريق التبشير بالصوم حتى الموت، أو لا يكون مذنبًا." وأضاف يقول: "إن الجماعات التي دعمت ماكنزي واحتجت على اعتقاله في عام 2019 بحجج تتعلق بالحرية الدينية لا ينبغي تحميلها المسؤولية أو تقييد حرياتها الدينية".

## روابط خارجية
- بحث وليام برانهام التاريخي